# Monte Pian Falcone
Il monte Pian Falcone è una montagna alta 1854 m s.l.m., situata nelle Marche, in provincia di Macerata, nel parco nazionale dei Monti Sibillini.

## Geografia
Alle pendici di Monte Pian Falcone si trova la Valle di Rapegna, e, insieme a Monte Lieto e Punta di Valloprare, forma Valloprare.

## Pesi vicini
Il paese più vicino a Monte Pian Falcone è la Spina di Gualdo.

## Percorsi
Il monte è raggiungibile da Valloprare, da Punta di Valloprare e da Monte Lieto.